# ウィリアム・シェイクスピア
ウィリアム・シェイクスピア（英語: William Shakespeare, 1564年4月26日（洗礼日） - 1616年4月23日（グレゴリオ暦5月3日））は、イングランドの劇作家・詩人であり、イギリス・ルネサンス演劇を代表する人物でもある。卓越した人間観察眼からなる内面の心理描写により、もっとも優れているとされる英文学の作家。また彼の残した膨大な著作は、初期近代英語の実態を知るうえでの貴重な言語学的資料ともなっている。
出生地はストラトフォード＝アポン＝エイヴォンで、1585年前後にロンドンに進出し、1592年には新進の劇作家として活躍した。1613年ごろに引退するまでの約20年間に、四大悲劇『ハムレット』『マクベス』『オセロ』『リア王』をはじめ、『ロミオとジュリエット』『ヴェニスの商人』『夏の夜の夢』『ジュリアス・シーザー』など多くの傑作を残した。『ヴィーナスとアドーニス』のような物語詩もあり、特に『ソネット集』は今日でも最高の詩編の一つとされている。
2002年にBBCが行った「100名の最も偉大な英国人」投票で第5位となった。
シェークスピア、シェークスペーヤ、シェークスピーヤとも。
「シェイクスピア」の日本における漢字表記（借字）は「沙吉比亜」だが、これは中国語での表記「莎士比亞」（繁体字での表記で、簡体字では「莎士比亚」）の「莎」を「沙」と、「亞」を「亜」と略し、「士」の代わりに「吉」を用いたもの。日本に作品が伝わってまもない明治時代などでは「沙翁」と表記されたこともある。

## 生涯
本節ではウィリアム・シェイクスピアの個人史について記述する。執筆歴や作風の変遷については作品の節を参照。

### 生い立ち

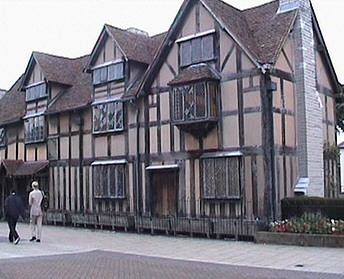
ストラトフォード＝アポン＝エイヴォンにあるシェイクスピアの生家

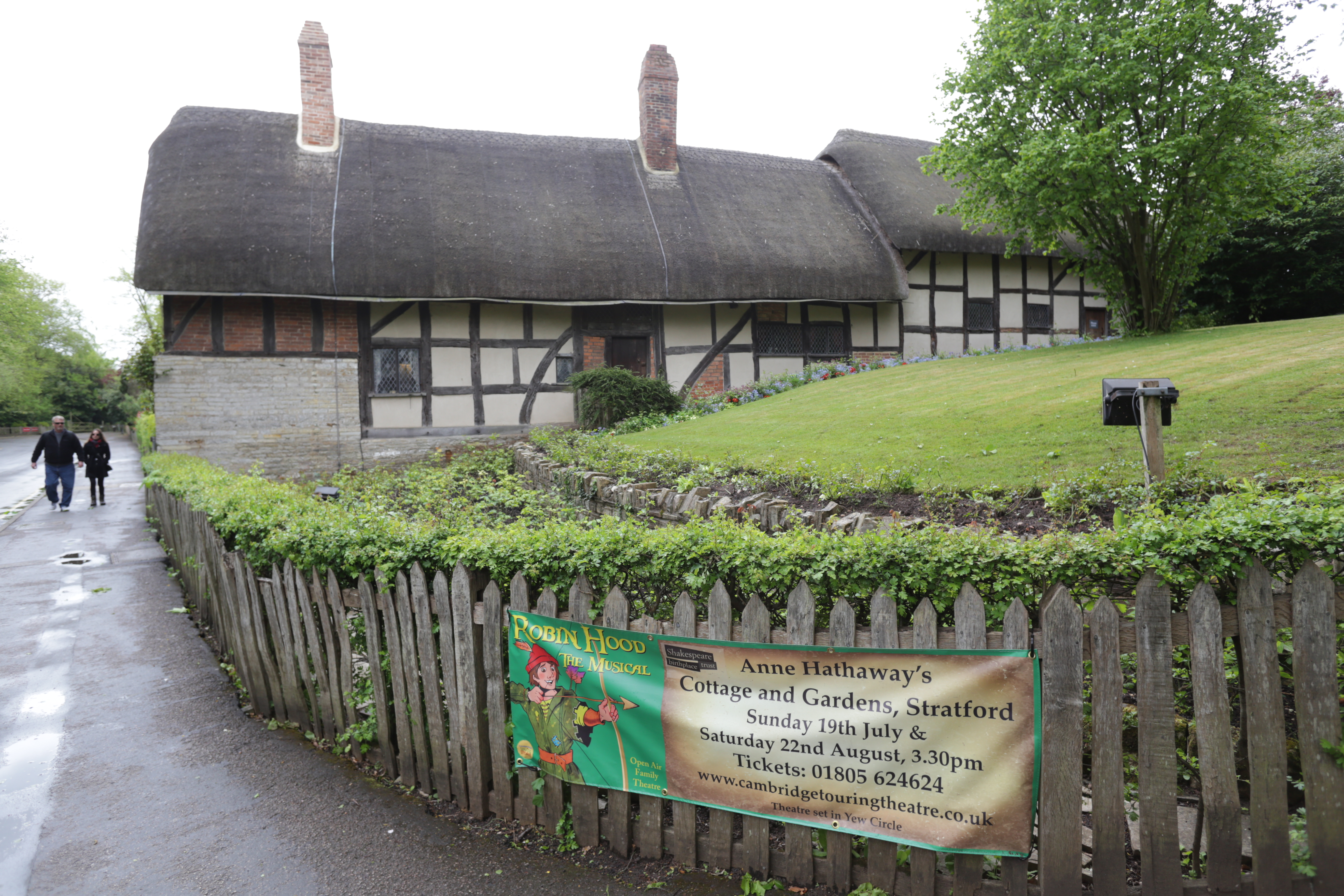
シェイクスピアの生家から車で10分ほどの距離にある、妻アンの実家

ウィリアム・シェイクスピアは1564年にイングランド王国のストラトフォード＝アポン＝エイヴォンに生まれた。父ジョン・シェイクスピアはスニッターフィールド出身の成功した皮手袋商人で、町長に選ばれたこともある市会議員であった。母メアリー・アーデンはジェントルマンの娘であり、非常に裕福な家庭環境であった。2人は1557年ごろに結婚し、ヘンリー・ストリートに居を構えていた。ウィリアムの正確な誕生日は不明であるが、1564年4月26日に洗礼を受けたことが記録されている。
エリザベス朝時代には出生証明書が発行されていなかったため、これがシェイクスピアに関する最古の公的記録となる。洗礼式は生誕後3日以内に行うのが当時の通例であったため、伝統的に誕生日は4月23日とされてきたが、直接これを示す歴史的な証拠に基づいているわけではない。この日は聖人暦においてイングランドの守護聖人である聖ゲオルギオス（聖ジョージ）を記念するゲオルギオスの日にあたるため、イングランドの最も偉大な劇作家にふさわしい日であることや、シェイクスピアは1616年の4月23日（グレゴリオ暦では5月3日）に没しているため、誕生日も4月23日であったとすると対称になることなどがこの推定を支持している。
シェイクスピアの両親には全部で8人の子供がいた。ジョン（1558年）、マーガレット（1562年 - 1563年）、ウィリアム、ギルバート（1566年 - 1612年）、ジョーン（1569年 - 1646年）、アン（1571年 - 1579年）、リチャード（1574年 - 1613年）、エドモンド（1580年 - 1607年）である。
父はシェイクスピアの生まれたころには裕福であったが、羊毛の闇市場に関わった咎で起訴され、市長職を失った。いくつかの証拠から、父方、母方の両家ともローマ・カトリックの信者であった可能性が推測されている。
シェイクスピアはストラトフォードの中心にあったグラマー・スクール、エドワード6世校に通ったであろうと推定されている。校名に冠されているエドワード6世と学校の設立の起源に何ら関係はなく、創設に関与したのはローマ・カトリックであり、エドワード6世の時代を大きく遡る15世紀初頭に開校されている。エリザベス朝時代のグラマー・スクールは学校ごとに教育水準の高低差はあったが、この学校はラテン語文法や文学について集中学習が行われていた。講義の一環として学生たちはラテン演劇の洗礼を受ける。実際に演じてみることでラテン語の習熟に役立てるためである。
シェイクスピアの最初期の戯曲『間違いの喜劇』にプラウトゥスの戯曲『メナエクムス兄弟』（"The Two Menaechmuses"）との類似性があることも、シェイクスピアがこの学校で学んだと推測される根拠の一つである。1482年にカトリックの司祭によってこの学校がストラトフォードに寄贈されて以来、地元の男子は無料で入学できたこと、父親が町の名士であったためそれなりの教育は受けていただろうと考えられることなどがその他の根拠である。家庭が没落してきたため中退したという説もあるが、そもそもこの学校の学籍簿は散逸してしまったため、シェイクスピアが在籍したという確たる証拠はなく、進学してそれ以上の高等教育を受けたかどうかも不明である。

### 結婚後
1582年11月29日、18歳のシェイクスピアは26歳の女性アン・ハサウェイと結婚した。ある公文書において彼女はストラトフォードにも近い「テンプル・グラフトンの人」と誤記されているため、結婚式がそこで行われた可能性が高い。ハサウェイ家の隣人であるフルク・サンダルズとジョン・リチャードソンが、結婚には何の障害もなかったという保証書を書いている。このとき、アンはすでに妊娠3か月だったため、式次第を急ぐ必要があった模様である。
結婚後、妻のアン･ハサウェイは悪妻と化した為、家庭生活は不幸だったと言われている。
1583年5月26日、ストラトフォードで長女スザンナの洗礼式が執り行なわれた。1585年には長男ハムネットと、次女ジュディスの双子が生まれ、2月2日に洗礼が施された。2人の名はシェイクスピアの友人のパン屋、ハムネット・セドラーとその妻ジュディスにちなんでつけられた。ハムネットは1596年に夭折し、8月11日に葬儀が行われた。
結婚後、ロンドンの劇壇に名を現わすまでの数年間に関するその他の記録はほとんど現存していない。双子が生まれた1585年からロバート・グリーンによる言及のある1592年（後述）までの7年間は、どこで何をしていたのか、なぜストラトフォードからロンドンへ移ったのかなどといった行状が一切不明となっているため、「失われた年月」 （The Lost Years）と呼ばれる。この間の事情については、「鹿泥棒をして故郷を追われた」「田舎の教師をしていた」「ロンドンの劇場主の所有する馬の世話をしていた」などいくつかの伝説が残っているが、いずれも証拠はなく、これらの伝説はシェイクスピアの死後に広まった噂である。
シェイクスピアがランカシャーで教職についていたという説は、1985年にE・A・J・ホニグマンによって提唱されたもので、ランカシャーの貴族アレグザンダー・ホートンが1581年8月3日付で異母弟トーマス・ホートンに記した遺言書にもとづいている。この中に戯曲や舞台衣装についての言及と、弟が役者たちの面倒を見ない場合はこれらを親族サー・トマス・ヘスケスへ贈ることを書いた部分に加え、「現在同居しているウィリアム・シェイクシャフト（William Shakeshaft）」の面倒を見てやってほしいというヘスケスへの要請があり、このシェイクシャフトなる人物こそシェイクスピアのことではないかというものである。ストラトフォード出身のシェイクスピアとランカシャーのホートン家を結びつけるのは、かつてシェイクスピアの教師であったジョン・コットンである。ランカシャーの生まれで、ホートン家の隣人であったコットンがシェイクスピアを教師として推薦したとホニグマンは主張している。マイケル・ウッドは、約20年後にシェイクスピアのグローブ座株式の受託者となるトマス・サヴェッジがその遺言書の中で言及されている隣人と結婚していることから、何らかの関係をもっていたであろうことをつけ加えているが、シェイクシャフトという姓は当時のランカシャーではありふれたものであったとも述べている。
ランカシャー説を取る研究者（ジョン・ジョゼフ・バグリー、結城雅秀、河合祥一郎など）は後にシェイクスピアと交流を深める役者たちが別の劇団に入っていたことに注目、シェイクスピアも彼等がいた劇団で役者として入ったと推測している。ホートンやヘスケスと親しい第4代ダービー伯爵ヘンリー・スタンリーがヘスケスの隣人で、長男のストレンジ卿ファーディナンド・スタンリー（後の第5代ダービー伯爵）が抱える劇団『ストレンジ卿一座』に前述の役者たちが所属、かつシェイクスピアの初期の作品が上演されているからであり、ホートン家を去ったシェイクスピアはヘスケスの紹介でストレンジ卿一座に入り、リチャード・バーベッジら役者たちと知り合い、戯曲を書きあげていったとされている。なお、1592年3月3日にシェイクスピアのデビュー作である『ヘンリー六世 第1部』はストレンジ卿一座がローズ座で上演している。

### ロンドンの劇壇進出

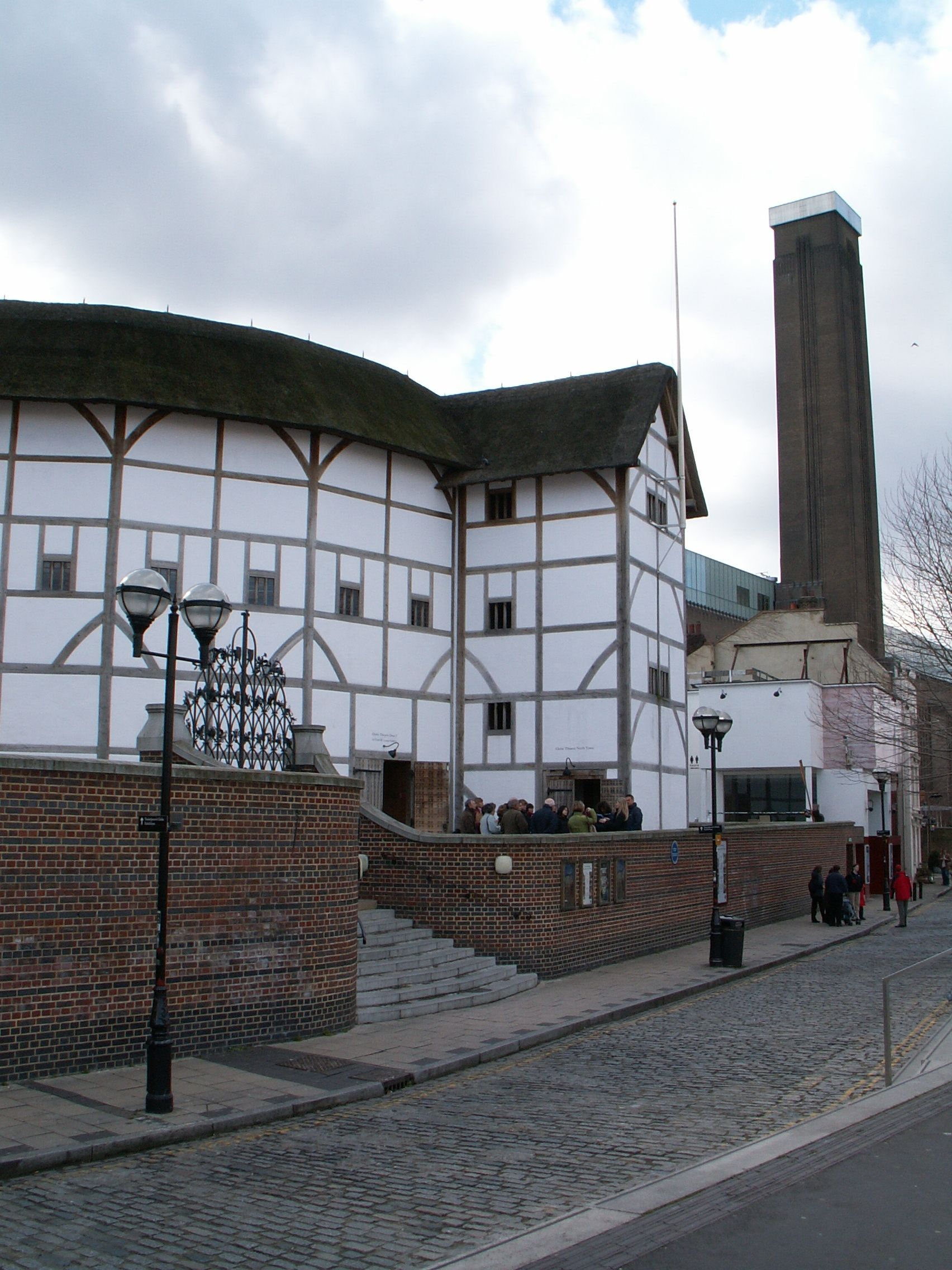
ロンドンに復元されたグローブ座

1592年ごろまでにシェイクスピアはロンドンへ進出し、演劇の世界に身を置くようになっていた。当時は、エリザベス朝演劇の興隆に伴って、劇場や劇団が次々と設立されている最中であった。その中で、シェイクスピアは俳優として活動するかたわら次第に脚本を書くようになる。1592年にはロバート・グリーンが著書『三文の知恵』（"Greene's Groatsworth of Wit"）において、「役者の皮を被ってはいるが心は虎も同然の、我々の羽毛で着飾った成り上がりのカラスが近ごろ現われ、諸君の中でも最良の書き手と同じくらい優れたブランク・ヴァースを自分も紡ぎうると慢心している。たかが何でも屋の分際で、自分こそが国内で唯一の舞台を揺るがす者（Shake-scene）であると自惚れている」と書いており、他の作家から中傷されるほどの名声をこのときにはすでに勝ち得ていたことが知られている。
1594年の終わりごろ、シェイクスピアは俳優兼劇作家であると同時に、宮内大臣一座として知られる劇団の共同所有者ともなっており、同劇団の本拠地でもあった劇場グローブ座の共同株主にもなった。当時の他の劇団と同様、一座の名称はスポンサーであった貴族の名前から取られており、この劇団の場合には宮内大臣の初代ハンズドン男爵ヘンリー・ケアリーがパトロンとなっていた。シェイクスピアの所属変更は同年の第5代ダービー伯（ストレンジ卿）急死でパトロンを失ったストレンジ卿一座がハンズドン男爵に引き取られ、宮内大臣一座として再出発したからであり、シェイクスピアは1593年に出版した物語詩『ヴィーナスとアドーニス』をダービー伯の友人だったサウサンプトン伯爵ヘンリー・リズリーに献呈、翌1594年にも『ルークリース凌辱』を献呈しサウサンプトン伯の信頼を獲得、新たなパトロンを手に入れた。『恋の骨折り損』もこの頃に作られたと言われ、オックスフォードで海軍大臣一座のパトロンである海軍卿のエフィンガムのハワード男爵チャールズ・ハワード、ペンブルック伯一座のパトロンであるペンブルック伯ヘンリー・ハーバートとサウサンプトン伯、ストレンジ卿が会った出来事を参考にした部分が多く見られる。
しかし、サウサンプトン伯との繋がりが災難をもたらしたこともある。1601年2月8日にサウサンプトン伯が友人の第2代エセックス伯ロバート・デヴァルーと共にエリザベス1世の側近ロバート・セシル（後の初代ソールズベリー伯）らを排除するクーデターを起こし、失敗して捕らえられたエセックス伯が25日に処刑された（共に捕らえられたサウサンプトン伯は後に赦免）。エセックス伯一味はシェイクスピアら宮内大臣一座に働きかけて金を支払い、クーデター前日の2月7日にグローブ座で『リチャード二世』を上演させた。エセックス伯の意図は国王が廃位される場面を上演させ民衆を扇動させようとした所にあったが、反乱が失敗するとシェイクスピアら宮内大臣一座はこの上演とサウサンプトン伯の関係で立場が危うくなり、政府の取り調べを受けたがお咎めは無かった。
1603年にエリザベス1世が死去してジェームズ1世が即位した際、この新国王が自ら庇護者となることを約束したため国王一座へと改称することになるほど、シェイクスピアの劇団の人気は高まっていた。シェイクスピアの著作からは、作中に登場するフレーズや語彙、演技についての言及に鑑みても、実際に俳優であったことが見て取れるが、その一方で劇作法についての専門的な方法論を欠いている。

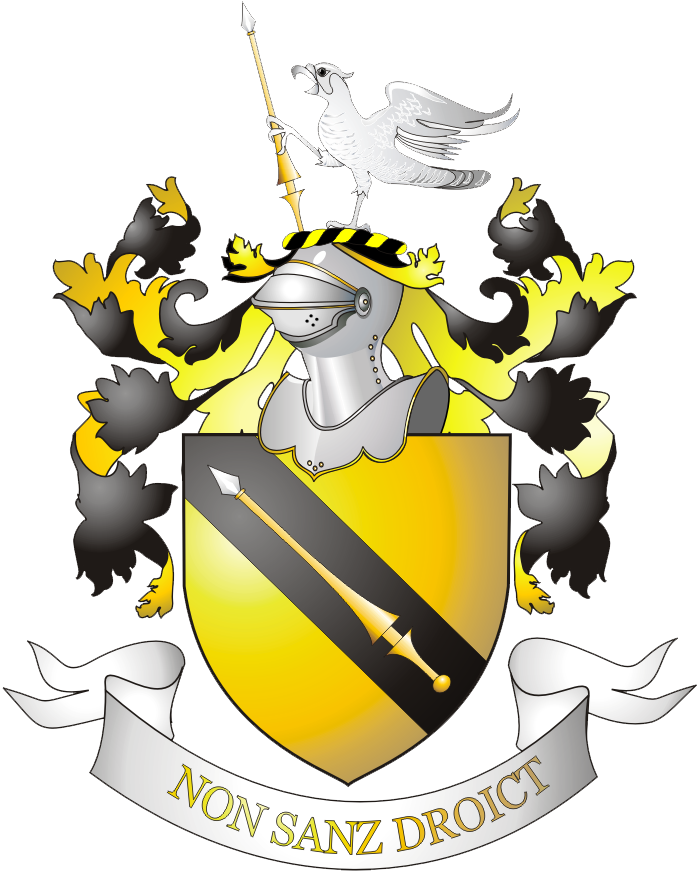
シェイクスピア家の紋章

高等教育を欠いてはいたものの、シェイクスピアは長らくジェントルマンの地位を求めていた。まだ裕福であったころ、シェイクスピアの父は紋章を取得するために紋章院へ嘆願をしており、もし受理されればこの紋章は息子であるシェイクスピアが受け継ぐことになるものであった。俳優のシェイクスピアには紋章を得る資格がなかったが、ストラトフォードの役人であり妻の生まれもよかった父ジョン・シェイクスピアは充分に資格を備えていた。しかし一家の財政が傾いていたためになかなか望みを叶えることができなかったのである。1596年にふたたび申請をはじめ、シェイクスピア家は紋章を手にすることができた。おそらくシェイクスピア自身が経済的に大きな成功を収めていたためである。紋章に記された銘は“Non sanz droict”（フランス語で「権利なからざるべし」）であったが、これはおそらく銘を考案したシェイクスピアのある種の守勢や不安感を示している。社会的地位や名誉の回復といったテーマが彼の作品のプロットにおいて頻出するようになるが、シェイクスピアは自分の切望していたものを自嘲しているようである。
1596年にビショップスゲイトのセント・ヘレン教区へ転居。1598年にグローブ座で初演されたベン・ジョンソンの『十人十色』では、出演者一覧の最上段にシェイクスピアの名前が記載されており、俳優としての活動も盛んであったことが見て取れる。また1598年ごろから、それまでは匿名のまま刊行されることが多かったシェイクスピアの四折判のタイトル・ページに著者名が記されるようになったが、シェイクスピアの名前がセールスポイントになるほどの人気を確立していた事が窺われる。
シェイクスピアは国王一座で上演する戯曲の多くを執筆したり、劇団の株式の共同所有者として経営に関与したりするかたわら、俳優業も継続して『ハムレット』の先王の幽霊や、『お気に召すまま』のアダム、『ヘンリー五世』のコーラスなどを演じたといわれる。
シェイクスピアは1599年内にテムズ川を渡ってサザックへ転居したと見られる。1604年には家主の娘の仲人を務めた。この娘の結婚が原因で1612年に起きた裁判の記録にシェイクスピアの名前が登場する。この文書によると、1604年にシェイクスピアはユグノーの髪飾り職人クリストファー・マウントジョイの借家人となっていた。マウントジョイの見習いであったスティーヴン・ベロットがマウントジョイの娘との結婚を望み、持参金の委細について交渉してくれるようシェイクスピアに仲介を頼んだ。シェイクスピアの保証により2人は結ばれたが、8年経っても持参金が一部しか支払われなかったため、ベロットが義父に対して訴訟を起こしたのである。この裁判において証人としてシェイクスピアが召喚されたが、シェイクスピアは当時の状況に関してほとんど覚えていなかった。
法的問題や商取引についての様々な公文書によると、ロンドン在住中にシェイクスピアは大きな経済的成功を収め、ロンドンのブラックフライヤーズの不動産や、ストラトフォードで2番目に大きな邸宅ニュー・プレイスを購入するまでになっていたことが分かる。

### 晩年

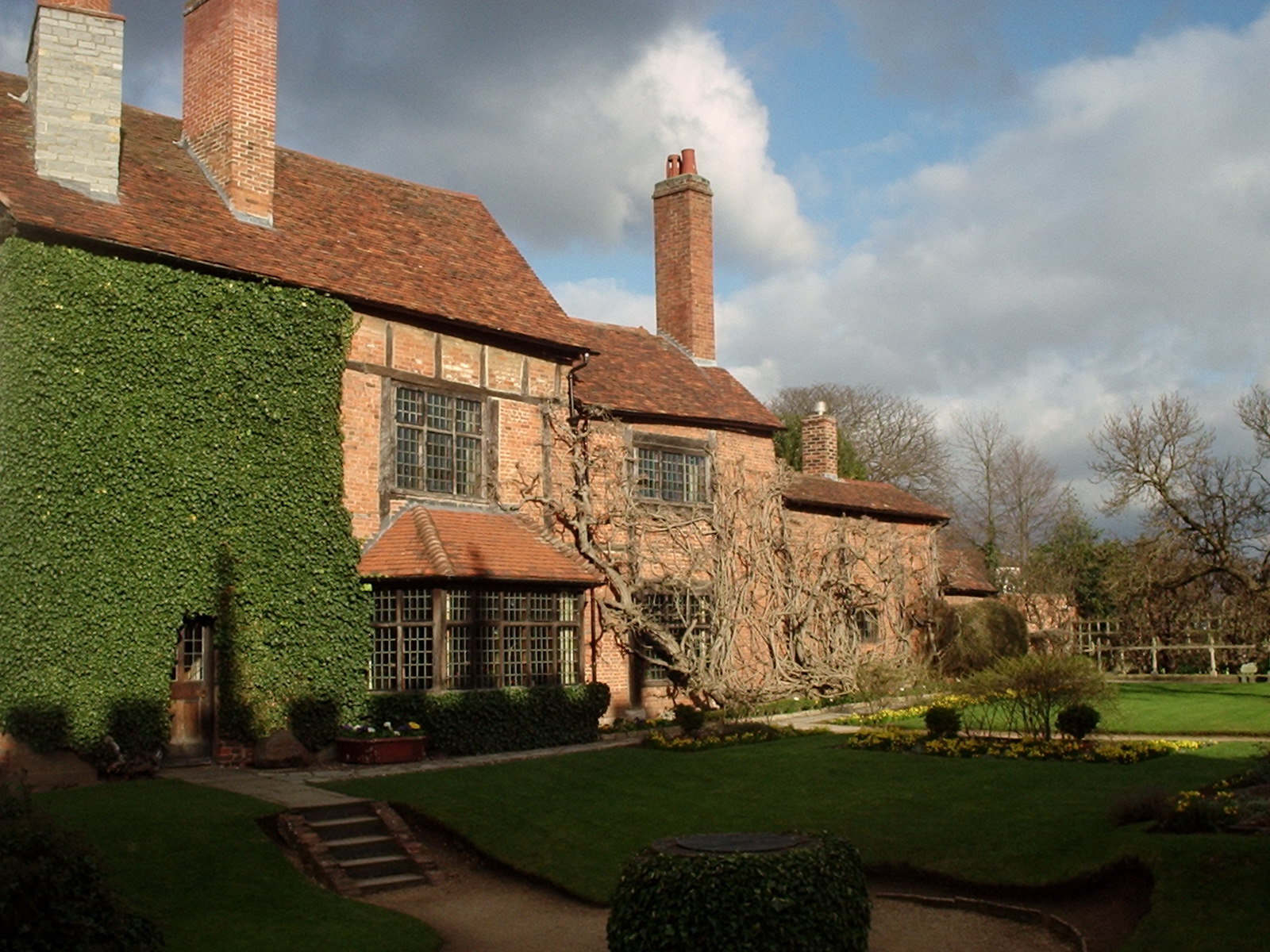
引退後のシェイクスピアの終の棲家となったストラトフォード・アポン・エイヴォンにあるニュー・プレイス

シェイクスピアは1613年に故郷ストラトフォードへ引退したと見られている。時のイギリスは新興国のネーデルラント連邦共和国との熾烈な貿易競争のなかで形勢が不利になっていた。
シェイクスピアの生涯最後の数週間に起きた事件は、次女ジュディスに関わる醜聞であった。ジュディスの婚約者であった居酒屋経営者のトマス・クワイニーが地元の教会裁判所で「婚前交渉」の嫌疑で告発されたのである。マーガレット・ホイーラーという女性が私生児を産み、その父親がクワイニーであると主張してまもなく母子ともども死亡したのである。この一件でクワイニーの名誉は失墜し、シェイクスピアは自分の遺産のうちジュディスへ渡る分がクワイニーの不実な行為にさらされることのないよう遺言書を修正した。

### 死
1616年4月23日にシェイクスピアは51歳で没した。死因は腐ったニシンから伝染した感染症であるとされる。誕生日が4月23日であるという伝承が正しいならば、シェイクスピアの命日は誕生日と同じ日ということになる。

## 死後
シェイクスピアはアン・ハサウェイを生涯の妻とし、2人の娘、スザンナとジュディスを残した。息子のハムネットは1596年に夭折している。スザンナは医師のジョン・ホールと結婚し、2人の間に生まれた娘エリザベス・ホールがシェイクスピア家の最後の1人となった。今日、シェイクスピア直系の子孫は存在しない。しかし、シェイクスピアが名付け親になったウィリアム・ダヴェナントの実父がシェイクスピアではないかという噂が囁かれたことがある。ダヴェナント自身もシェイクスピアの庶子を自称している。ダヴェナントにはチャールズ・ダヴェナント（1656年 - 1714年、妻の名はフランセス）とウィリアム・ダヴェナント（1657年 - 1681年）という2人の息子がおり、ダヴェナントがシェイクスピアの落胤であることが事実であれば、2人の息子は非公式ではあるもののシェイクスピアの孫で、スザンナやハムネット、ジュディスと血縁関係が生じ、シェイクスピアの血筋は少なくとも18世紀の初めまで存続したことになる。

### 埋葬

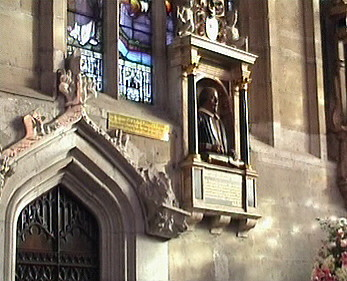
ストラトフォードのホーリー・トリニティ教会に建立されたシェイクスピアの墓碑

シェイクスピアはストラトフォード・アポン・エイヴォンにあるホーリー・トリニティ教会の内陣に埋葬された。シェイクスピアが内陣に埋葬されるという栄誉を授けられたのは、劇作家としての名声によってではなく、440ポンドもの十分の一税を教会に納めていた高額納税者であったためである。シェイクスピアの墓所にもっとも近い壁の前に、おそらく家族によって設置されたと考えられるシェイクスピアの記念碑には、シェイクスピアの執筆する姿をかたどった胸像が据えられている。毎年シェイクスピアの誕生日（とされる日）には、胸像の右手にもっている羽ペンが新しいものに取り替えられる。墓石に刻まれた墓碑銘はシェイクスピアが自ら書いたものと考えられている。
| 「 | Good friend, for Jesus' sake forbear, To dig the dust enclosed here. Blest be the man that spares these stones, And cursed be he that moves my bones. | 」 |

シェイクスピアの未発表作品が副葬品として墓の中に眠っているという伝説があるが、確かめた者はいない。

## 家族
- 父方の祖父：リチャード・シェイクスピア（1490年 - 1561年2月10日）
- 母方の祖父：ロベルト・アーデン
- 父：ジョン・シェイクスピア（1531年 - 1601年9月7日）
- 母：メアリー・アーデン（1537年 - 1608年）

- 兄弟姉妹
  - ジョン・シェイクスピア（1558年）- 長兄
  - マーガレット・シェイクスピア（1562年 - 1563年） - 長姉
  - ギルバート・シェイクスピア（1566年10月13日 - 1612年2月3日） - 長弟
  - ジョーン・シェイクスピア（1569年4月15日 - 1646年11月4日） - 長妹
  - アン・シェイクスピア（1571年 - 1579年） - 次妹
  - リチャード・シェイクスピア（1574年 - 1613年） - 次弟
  - エドモンド・シェイクスピア（1580年 - 1607年12月31日） - 三弟

- 甥、姪 - 長妹ジョーンがウィリアム・ハートと結婚して、3男1女がおり、シェイクスピアからみて甥、姪にあたる。
  - ウィリアム（1600年 - 1639年）
  - メアリー（1603年 - 1607年）
  - トマス（1605年 - 1661年）
  - ミカエル（1608年 - 1618年）

- 妻と子女
  - アン・ハサウェイ（1555/1556年 - 1623年8月6日） - 妻
    - スザンナ・シェイクスピア（スザンナ・ホール、1583年5月26日 - 1649年7月11日） - 長女。医師のジョン・ホールと結婚し、エリザベス・ホールを儲ける。
    - ハムネット・シェイクスピア（1585年2月2日 - 1596年8月11日） - 長男。11歳で夭折。ジュディスとは双子。
    - ジュディス・シェイクスピア（ジュディス・クワイニー、1585年2月2日 - 1662年2月9日） - 次女。ハムネットは双子。居酒屋経営者のトマス・クワイニーと結婚し、3子（下記）を儲ける。

- 娘婿
  - ジョン・ホール（1575年 - 1635年11月25日） - 長女スザンナの夫。スザンナとの間にエリザベス・ホールを儲ける。
  - トマス・クワイニー（1589年2月26日 - 1662/1663年） - 次女ジュディスの夫。ジュディスとの間にシェイクスピア、リチャード、トマスの3子（下記）を儲ける。

- 孫
  - エリザベス・ホール（エリザベス・ナッシュ、エリザベス・バーナード、1608年2月21日 - 1670年2月17日） - 長女スザンナとその夫ジョンの娘。
  - シェイクスピア・クワイニー（1616年11月23日 - 1617年5月8日） - 次女ジュディスとその夫トマスの長男。1歳になる前に夭折。
  - リチャード・クワイニー（1618年2月9日 - 1639年2月6日） - 次女ジュディスとその夫トマスの次男。20歳で死去。
  - トマス・クワイニー（1620年1月23日 - 1639年1月28日） - 次女ジュディスとその夫トマスの三男。 19歳で死去。

- 孫婿
  - トマス・ナッシュ（1593年7月20日 - 1647年4月4日） - エリザベスの最初の夫。
  - ジョン・バーナード（1604年 - 1674年） - エリザベスの2番目の夫。

- 曾孫
  - 孫4人は子を成すことがなかったため、エリザベスの死でシェイクスピアの直系子孫は断絶している。また、前述の通り、ウィリアム・ダヴェナントを隠し子、ダヴェナントの2人の子（チャールズ、ウィリアム）を孫という噂を肯定したとしても、チャールズにはフランセスという妻がいたが子供は確認できず、ウィリアムは23〜24年の短い生涯の間に妻帯して子供を儲けた形跡が見られないことからそれ以降の系譜が続いたかは不明で曾孫以下の存在は確認できないことになる。

シェイクスピア姓
精神学者でシェイクスピアファンのジークムント・フロイトは、イギリス人ではないような名前に疑念を抱き、チャンドス肖像画を見てより疑念を深めた。フロイトはシェイクスピアをフランス系で、名前はフランス人姓「Jacques Pierre」が訛ったものとみている。

## 最初の全集の刊行
没後7年を経た1623年、国王一座の同僚であったジョン・ヘミングスとヘンリー・コンデルによってシェイクスピアの戯曲36編が集められ、最初の全集ファースト・フォリオが刊行された。

## 作品

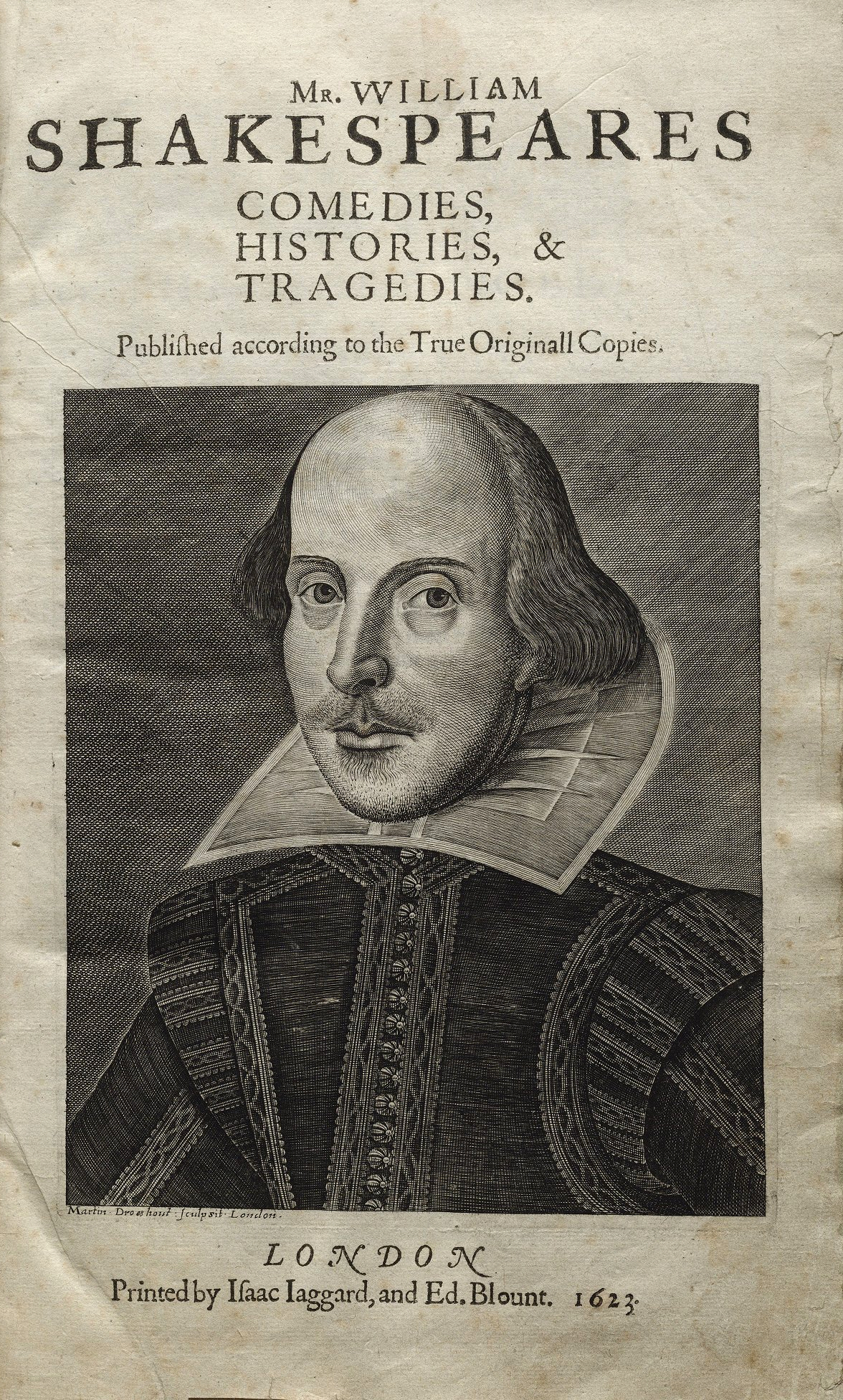
最初の全集ファースト・フォリオ（1623年）に掲載された肖像画

シェイクスピアの戯曲の多くは、洋の古今東西を問わず世界全体の中でもっとも優れた文学作品として評価されている。1623年にジョン・ヘミングスとヘンリー・コンデルによって編纂されたファースト・フォリオにおいて、これらの作品は悲劇・史劇・喜劇という3つのジャンルに分けられた。シェイクスピアの作品は、その全てが多くの国の言葉に翻訳され、各地で上演されている。
当時としては一般的なことであるが、シェイクスピアの戯曲は他の劇作家の作品に依拠しているものや、古い説話や歴史資料文献に手を加えたものが多い。例えば、おそらく『ハムレット』（1601年ごろ）は現存していない先行作品（『原ハムレット』と呼ばれる）を改作したものであることや、『リア王』が同じ題名の過去の作品を脚色したものであることなどが研究の結果明らかとなっている。また歴史上の出来事を題材としたシェイクスピアの戯曲は、古代ローマや古代ギリシアを舞台としたものと近世イングランドを舞台としたものの2種類に大別されるが、これらの作品を執筆するにあたり、シェイクスピアが資料としておもに用いたテキストは2つある。前者の材源はプルタルコスの『英雄伝』（トマス・ノース（Thomas North）による1579年の英語訳）であり、後者が依拠しているのはラファエル・ホリンシェッドの『年代記』（"The Chronicles of England, Scotland, and Ireland"、1587年の第2版）である。『年代記』は史劇だけでなく『マクベス』や『リア王』の素材ともなっている。またシェイクスピアは同時代の劇作家クリストファー・マーロウの文体を借用していると考えられることもある。シェイクスピアの作品の中でも、劇作法、テーマ、舞台設定などの点からみてもっとも独創的といえるのは『テンペスト』である。
シェイクスピアの戯曲のいくつかは四折判の単行本として刊行されているが、多くの作品はファースト・フォリオに収録されるまで未刊行のままであった。シェイクスピアの作品を悲劇・喜劇・史劇に分類する伝統的な区分は、このファースト・フォリオの構成に従ったものである。喜劇的な筋書きでありながらも倫理的な悩ましい問いかけを提示するような複雑な作品もいくつか存在するが、フレデリック・ボアズやW.W.ローレンス、E.M.W.ティリヤードといった近代の批評家は、これらの作品に「問題劇」ないし悲喜劇の用語を与えている。後期の喜劇作品に「ロマンス劇」の語が適用されることもある。
シェイクスピアの戯曲の正確な創作年代については多くの議論がある。またシェイクスピアが生前に自作の信頼できる版を刊行しなかったという事実により、シェイクスピア作品の多くがはらんでいるテキスト上の問題が起きている。すなわち、すべての作品の刊本の版ごとに、多かれ少なかれ原文に異同のある異本が存在しているのである（このため、シェイクスピアが実際に書いた部分と別人による改変を特定ないし推定する本文批評が現代の研究者や編者にとって大きな問題となる）。ベン・ジョンソンのような他の劇作家と異なり、シェイクスピアは自作の定本を刊行することに関心を払っていなかったと考えられる。こうした異本は、底本がシェイクスピアの自筆原稿であったか筆耕者の手を経た清書稿であったかにかかわらず、印刷業者のミスや植字工の誤読、原稿の読み違えで正しい順に詩行が配置されなかったことなどにより生じる。
一つの作品について極端に異なる二つのバージョンが存在する場合に問題は深刻になる。バッド・クォートと呼ばれる、ズタズタに切り刻まれた粗悪な刊本が数多く存在するが、これらはファースト・フォリオの編者が「盗用された海賊版」と非難しているものと考えられる。それほど台無しにされたわけではない異本については、一概に無視できないものがある。たとえば、『リア王』の四折判と二折判には大きな違いが見られる。伝統的に、編者は両方のバージョンからすべての場面を取り入れて融合することにしている。しかし、マドレーン・ドーラン以降、両方を別物とみなし、『リア王』という1つの戯曲に2つのバージョンの存在を認めるという動きもある。ゲイリー・テイラーとロジャー・ウォーレンは共著"The Division of the Kingdom"において、『リア王』にみられるような異同は、1つのテキストが異なる形で刊行されたのではなく、テキスト自体が異なる形で2つ存在していたためだという説を提唱している。この仮説は一般に広く受け入れられてはいないが、その後数十年間の批評や編集の指針に影響を与えており、ケンブリッジ版とオックスフォード版の全集では、『リア王』の四折判と二折判のテキストが両方とも別個に収録されている。

### 作風・執筆歴
シェイクスピアの劇作家としての活動は1592年ごろから始まる。フィリップ・ヘンズロウの日記（当時の劇壇の事情を知る重要な資料として知られる）に『ヘンリー六世 第1部』と思われる戯曲が1592年3月から翌年1月にかけて15回上演されたという記録が残っているほか、同じく1592年にはロバート・グリーンの著書に新進劇作家シェイクスピアへの諷刺と思われる記述がある。これらが劇作家としてのシェイクスピアに関する最初の記録である。
最初期の史劇『ヘンリー六世』三部作（1590年 - 1592年）を皮切りに、『リチャード三世』『間違いの喜劇』『じゃじゃ馬ならし』『タイタス・アンドロニカス』などを発表し、当代随一の劇作家としての地歩を固める。これらの初期作品は、生硬な史劇と軽快な喜劇に分類される。
ペストの流行により劇場が一時閉鎖された時期には詩作にも手を染め、『ヴィーナスとアドーニス』（1593年）や『ルークリース陵辱』（1594年）などを刊行し、詩人としての天分も開花させた。1609年に刊行された『ソネット集』もこの時期に執筆されたと推定されている。1595年の悲劇『ロミオとジュリエット』以後、『夏の夜の夢』『ヴェニスの商人』『空騒ぎ』『お気に召すまま』『十二夜』といった喜劇を発表。これら中期の作品は円熟味を増し、『ヘンリー四世』二部作などの史劇には登場人物フォルスタッフを中心とした滑稽味が加わり、逆に喜劇作品においては諷刺や諧謔の色づけがなされるなど、作風は複眼的な独特のものとなっていく。
1599年に『ジュリアス・シーザー』を発表したが、このころから次第に軽やかさが影を潜めていったのが後期作品の特色である。1600年代初頭の四大悲劇と言われる『ハムレット』『マクベス』『オセロ』『リア王』では、人間の実存的な葛藤を力強く描き出した。また、同じころに書いた『終わりよければ全てよし』『尺には尺を』などの作品は、喜劇作品でありながらも人間と社会との矛盾や人間心理の不可解さといった要素が加わり、悲劇にも劣らぬ重さや暗さを持つため、19世紀以降は「問題劇」と呼ばれている。
『アントニーとクレオパトラ』『アテネのタイモン』などのあと、1610年前後から書くようになった晩期の作品は「ロマンス劇」と呼ばれる。『ペリクリーズ』『シンベリン』『冬物語』『テンペスト』の4作品がこれにあたり、登場人物たちの長い離別と再会といったプロットのほかに、超現実的な劇作法が特徴である。長らく荒唐無稽な作品として軽視されていたが、20世紀以降再評価されるようになった。
シェイクスピアは弱強五歩格という韻律を好んだ。『ウィンザーの陽気な女房たち』のように散文の比率が高い戯曲もある。

## 書誌
推定執筆年代は、リヴァサイド版全集による。

### 戯曲
戯曲の執筆数は一般に37本とされるが、他の作家との合作をシェイクスピア作とみなすかどうかで研究者により違いがあり、「約40本」とされることもある。全37作を翻訳した文学者や、全作上演を目指している劇場（彩の国さいたま芸術劇場）もある。

#### 史劇
- ヘンリー六世 第1部（Henry VI, Part 1、1589年 - 1590年）
- ヘンリー六世 第2部（Henry VI, Part 2、1590年 - 1591年）
- ヘンリー六世 第3部（Henry VI, Part 3、1590年 - 1591年）
- リチャード三世（Richard III、1592年 - 1593年）
- ジョン王（King John、1594年 - 1596年）
- リチャード二世（Richard II、1595年）
- ヘンリー四世 第1部（Henry IV , Part 1、1596年 - 1597年）
- ヘンリー四世 第2部（Henry IV, Part 2、1598年）
- ヘンリー五世（Henry V、1599年）
- ヘンリー八世（Henry VIII、1612 - 1613年）

#### 悲劇
- タイタス・アンドロニカス（Titus Andronicus、1593 - 94年）
- ロミオとジュリエット（Romeo and Juliet、1595 - 96年）
- ジュリアス・シーザー（Julius Caesar、1599年）
- ハムレット（Hamlet、1600 - 01年）
- トロイラスとクレシダ（Troilus and Cressida、1601 - 02年）P
- オセロー（Othello、1604年）
- リア王（King Lear、1605年）
- マクベス（Macbeth、1606年）
- アントニーとクレオパトラ（Antony and Cleopatra、1606年 - 1607年）
- コリオレイナス（Coriolanus、1607年 - 1608年）
- アテネのタイモン（Timon of Athens、1607年 - 1608年）

#### 喜劇
- 間違いの喜劇（Comedy of Errors、1592年 - 1594年）
- じゃじゃ馬ならし（Taming of the Shrew、1593年 - 1594年）
- ヴェローナの二紳士（The Two Gentlemen of Verona、1594年）
- 恋の骨折り損（ Love's Labour's Lost、1594年 - 1595年）
- 夏の夜の夢（A Midsummer Night's Dream、1595年 - 96年）
- ヴェニスの商人（The Merchant of Venice、1596年 - 1597年）
- ウィンザーの陽気な女房たち（The Merry Wives of Windsor、1597年）
- 空騒ぎ（Much Ado About Nothing、1598年 - 1599年）
- お気に召すまま（As You Like It、1599年）
- 十二夜（Twelfth Night, or What You Will、1601年 - 1602年）
- 終わりよければ全てよし（All's Well That Ends Well、1602年 - 1603年）P
- 尺には尺を（Measure for Measure、1604年）P
- ペリクリーズ（Pericles, Prince of Tyre、1607年 - 1608年）R
- シンベリン（Cymbeline、1609 - 10年）R
- 冬物語（The Winter's Tale、1610年 - 1611年）R
- テンペスト（The Tempest、1611年）R
- 二人のいとこの貴公子（The Two Noble Kinsmen、1613年）R

Rはロマンス劇、Pは問題劇ともカテゴライズされる作品である。

### 詩作品
- ソネット集（The Sonnets）
- ヴィーナスとアドーニス（Venus and Adonis）
- ルークリース凌辱（The Rape of Lucrece）
- 情熱の巡礼者（The Passionate Pilgrim）
- 不死鳥と雉鳩（The Phoenix and the Turtle）
- 恋人の嘆き（A Lover's Complaint）

### 外典と散逸した戯曲
- エドワード三世（Edward III、1596年）
- カルデーニオ（Cardenio）
- 恋の骨折り甲斐（Love's Labour's Won）
- ほか

## シェイクスピア別人説
シェイクスピア自身に関する資料は少なく、手紙や日記、自筆原稿なども残っていない。また、法律や古典などの知識がなければ書けない作品であるが、学歴からみて不自然であることから、別人が使った筆名ではないかという主張や、「シェイクスピア」というのは一座の劇作家たちが使い回していた筆名ではないかという主張もある。真の作者として推定された人物には哲学者フランシス・ベーコンや第17代オックスフォード伯エドワード・ド・ヴィアー、同年生れの劇作家クリストファー・マーロウ、シェイクスピアの遠縁にあたる外交官ヘンリー・ネヴィルなどがいる。
英文学者でまともに別人説を取上げる人は見当たらないが、河合祥一郎は別人説を否定するための著書を出している。全戯曲を翻訳した小田島雄志は、資料が残っていないのは他の人物も同様である、シェイクスピアは大学に行かずエリート意識がなかったから生き生きした作品が書けたのだ、と別人説を一蹴している。
2016年には、フロリダ州立大学のゲイリー・テイラーらが、ビッグデータにより社会方言や言語習慣を検証した結果、ヘンリー六世などの17作品がクリストファー・マーロウとの共作であるとの結論を得た。

## シェイクスピアガーデン
シェイクスピア庭園はシェイクスピア作品に記載されている植物を栽培するテーマ庭園で、英語を話す国、特にアメリカ でこれらは公園、大学、シェイクスピア祭りに関連する公共の庭であり、シェイクスピア庭園は文化的、教育的、そしてロマンチックな趣味のスポット、屋外での結婚式にも最適な場所である。 
植物の説明看板は通常、適切な引用を提供、シェイクスピアの庭には通常は草本が豊富、またツゲの仕切りがある幾何学的なレイアウトで数十種類の種が含まれている。典型的なアメニティには遊歩道やベンチ、そして耐候性に優れたシェイクスピアの胸像があり、エリザベス朝建築の複製を伴うこともある。いくつかはまたエリザベス朝時代の典型的な種を育てているが、シェイクスピアの劇や詩ではそこまでは言及されていない。

## 備考
- 日本の千葉県南房総市の道の駅ローズマリー公園内に、シェイクスピアの生家が忠実に再現された「シェイクスピア・カントリー・パーク」がある。
- ロンドン橋の近くに、グローブ座が再建されている。
- 2005年4月21日、イギリス国立肖像画美術館は、多くの本の表紙を飾るシェイクスピアの肖像画『フラワー・シェイクスピア』の描かれた時期が生存中の作ではなく、その死後約200年後の1814年 - 1840年ごろであると確認したと発表した。1814年ごろ以降に使用され始めた顔料が含まれていたためで、それは修復に使われたものではないという。美術館では、この年代は作品への関心が再燃した時期で、貴重な歴史的資料であることは変わりはないとしている。
- 2009年3月9日、生前の肖像画と考えられるものが発見された。
- 2002年BBCが行った「偉大な英国人」投票で第5位となった。
- 1970年から1993年にかけて用いられた20UKポンド紙幣に肖像が描かれている。

## 関連作品
各作品の派生作品については、その作品の記事を参照のこと

### 戯曲
- 『ソネットの黒婦人（The Dark Lady of the Sonnets）』：1910年、バーナード・ショー作。『ソネット集』の黒婦人のモデルとされる女性と、シェイクスピア、エリザベス女王を主たる登場人物として書かれた喜劇。
- 『天保十二年のシェイクスピア』：1974年初演、井上ひさし作。『リア王』『ハムレット』『ロミオとジュリエット』をはじめとしたシェイクスピア全作品の筋書き・台詞を組み合わせ、舞台を江戸期の日本に置き換えた戯曲。

### 戯曲の小説化
- 『シェイクスピア物語』：1807年、チャールズ・ラム、メアリー・ラム

### 舞台
- 『ACT SHAKESPEARE』（1993年、演出：加藤直、主演：沢田研二）
- 『Shakespeare 〜空に満つるは、尽きせぬ言の葉〜』（2016年、作・演出：生田大和、主演：朝夏まなと、実咲凜音）

### 映画
- 『オーソン・ウェルズのフォルスタッフ』（1966年、監督：オーソン・ウェルズ、『リチャード二世』・『ヘンリー四世　第一部』・『ヘンリー四世　第二部』『ヘンリー五世』・『ウィンザーの陽気な女房たち』、およびラファエル・ホリンシェッドの『年代記』を再構成）
- 『ロミオとジュリエット』（1968年　監督：フランコ・ゼフィレッリ）
- 『アル・パチーノ　リチャードを探して』（1995年　監督：アル・パチーノ　『リチャード三世』の名場面映像化のドラマ部分とウィリアム・シェイクスピア劇の魅力を探るドキュメンタリーの両面で構成されている）
- 『恋におちたシェイクスピア』（1998年、監督：ジョン・マッデン）
- 『もうひとりのシェイクスピア』（2011年、監督：ローランド・エメリッヒ）　シェイクスピア別人説をモチーフとしている。
- 『シェイクスピアの庭』（2018年、監督、主演：ケネス・ブラナー）1613年6月グローブ座が火事で延焼、筆を折って故郷に帰ったシェイクスピアの人生最後の三年間を描く。

### テレビドラマ
- 『ウィリアム・シェイクスピア戯曲全集（The　Complete　Dramatic Works of William Shakespeare   BBC製作。1978年から1985年にかけてウィリアム・シェイクスピア執筆全37戯曲を映像化した。日本では1980年から1987年に『NHKシェークスピア劇場』のタイトルで全37作品が教育テレビで放送された）

- 『未来世紀シェイクスピア』（2008年、関西テレビ、監督：二階健）

### 小説
- 『シェイクスピアの退魔劇』（2014年、 永菜葉一作、椎名優イラスト、富士見L文庫）

### 漫画
- 『7人のシェイクスピア』：2010年 - 2011年、ハロルド作石作、ビッグコミックスピリッツ連載

### コミック
- 『サンドマン』：1989年 – 1996年、ニール・ゲイマン作。シェイクスピアと作品を扱った短編 A Midsummer Night's Dream（1990年） で世界幻想文学大賞を受賞した。

## 日本の著名な訳者
- 坪内逍遥（戯曲の全訳を達成）[41]
- 三神勲
- 竹友藻風
- 本多顕彰
- 福原麟太郎
- 西脇順三郎
- 小津次郎
- 中野好夫
- 木下順二
- 平井正穂
- 福田恆存（著名な戯曲をほぼ全訳）
- 永川玲二
- 野島秀勝
- 小田島雄志（戯曲の全訳を達成）[41]
- 安西徹雄
- 河合祥一郎
- 松岡和子（戯曲の全訳を達成）[45]
- 浅野和三郎（若き日のみ）
- 石井美樹子 (『シェイクスピア　四大悲劇』(河出書房新社、2021年5月20日)

日本で最初の完全な形で翻訳されたシェイクスピア劇は『ジュリアス・シーザー』で、1883年に河島敬蔵の訳で大阪の政治新聞『日本立憲政党新報』に連載された。